# Carmarthen Town
Carmarthen Town (offiziell: Carmarthen Town Association Football Club) ist ein Fußballverein aus der walisischen Stadt Carmarthen in der Grafschaft Carmarthenshire, der aktuell in der Cymru South, der zweithöchsten walisischen Spielklasse, spielt.

## Geschichte
Der Verein wurde 1948 gegründet. In der Saison 1995/96 errang er den Meistertitel in der zweitklassigen Football League, Div. 1 und es gelang somit der erstmalige Aufstieg in die Welsh Premier League. Seitdem etablierte sich der Klub dort und erreichte 1999 im Pokalwettbewerb und 2004 im Ligapokal jeweils das Finale, musste sich dort jedoch geschlagen geben. 2001 nahm Carmarthen Town über die Liga am UEFA Intertoto Cup teil, schied dort allerdings bereits in der ersten Runde gegen AIK Solna aus. In der Saison 2004/05 erreichte Carmarthen Town dann den ersten Vereinstitel, als er im Finale um den Welsh League Cup den amtierenden Meister, Pokal- und Ligapokalsieger Rhyl FC mit 2:0 nach Verlängerung besiegte. Außerdem erreichte Carmarthen Town im selben Jahr das Pokalfinale im Welsh Cup, wo er The New Saints FC mit 0:1 unterlag. Durch den Pokalerfolg schaffte Carmarthen Town auch erstmals die Qualifikation für den UEFA-Pokal. Dort gelang in der ersten Qualifikationsrunde ein 5:1-Heimerfolg im Rückspiel gegen den irischen Klub Longford Town und damit der Einzug in die nächste Runde, in der die Mannschaft gegen den FC Kopenhagen jedoch torlos blieb und ausschied.
Im Jahr 2007 gelang dann ein weiterer Triumph, diesmal im Welsh Cup, wo Afan Lido FC mit 3:2 geschlagen wurde. Dadurch erreichte Carmarthen Town erneut die Qualifikation zum UEFA-Pokal, scheiterte diesmal aber gleich in der ersten Runde an Brann Bergen aus Norwegen. Nach einem vierten Platz in der Saison 2008/09 spielte der Verein im Kampf um die vorderen Plätze keine Rolle mehr, sondern rettete sich oft nur knapp vor dem Abstieg. In der Spielzeit 2012/13 gewann Carmarthen Town dann erneut den Ligapokal im Finale gegen The New Saints FC nach Elfmeterschießen und qualifizierte sich auch in der Liga für die Meisterrunde der besten sechs Mannschaften.

## Erfolge
- Welsh Cup (Pokal):
  - Sieger (1): 2006/07
  - Finalist (2): 1998/99, 2004/05
- Welsh League Cup (Ligapokal):
  - Sieger (2): 2004/05, 2012/13
  - Finalist (1): 2003/04
- Meister der Welsh Football League Division One (2. Liga): 1995/96

## Europapokalbilanz
| Saison  | Wettbewerb         | Runde                  | Gegner         | Gesamt | Hin     | Rück    |
| ------- | ------------------ | ---------------------- | -------------- | ------ | ------- | ------- |
| 2001    | UEFA Intertoto Cup | 1. Runde               | AIK Solna      | 0:3    | 0:0 (H) | 0:3 (A) |
| 2005/06 | UEFA-Pokal         | 1. Qualifikationsrunde | Longford Town  | 5:3    | 0:2 (A) | 5:1 (H) |
| 2005/06 | UEFA-Pokal         | 2. Qualifikationsrunde | FC Kopenhagen  | 0:4    | 0:2 (H) | 0:2 (A) |
| 2006    | UEFA Intertoto Cup | 1. Runde               | Tampere United | 1:8    | 0:5 (A) | 1:3 (H) |
| 2007/08 | UEFA-Pokal         | 1. Qualifikationsrunde | Brann Bergen   | 03:14  | 0:8 (H) | 3:6 (A) |

Gesamtbilanz: 10 Spiele, 1 Sieg, 1 Unentschieden, 8 Niederlagen, 9:32 Tore (Tordifferenz −23)